# Puccinia massalis
Puccinia massalis ist eine Ständerpilzart aus der Ordnung der Rostpilze (Pucciniales). Der Pilz ist ein Endoparasit des Korbblütlers Helianthus ciliaris. Symptome des Befalls durch die Art sind Rostflecken und Pusteln auf den Blattoberflächen der Wirtspflanzen. Sie ist im Süden der USA verbreitet.

## Merkmale

### Makroskopische Merkmale
Puccinia massalis ist mit bloßem Auge nur anhand der auf der Oberfläche des Wirtes hervortretenden Sporenlager zu erkennen. Sie wachsen in Nestern, die als gelbliche bis braune Flecken und Pusteln auf den Blattoberflächen erscheinen.

### Mikroskopische Merkmale
Das Myzel von Puccinia massalis wächst wie bei allen Puccinia-Arten interzellulär und bildet Saugfäden, die in das Speichergewebe des Wirtes wachsen. Ihre Spermogonien wachsen auf Stängeln und beidseitig auf den Wirtsblättern. Die beidseitig an Blattadern und an Stängeln wachsenden Aecien der Art sind zylindrisch und weiß bis gelblich. Sie besitzen 22–30 × 18–22 µm große, hyaline und kugelig bis längliche Aeciosporen mit warziger Oberfläche. Die beidseitig wachsenden Uredien des Pilzes sind zimtbraun. Ihre zimtbraunen Uredosporen sind 26–35 × 19–23 µm groß, eiförmig bis ellipsoid und stachelwarzig. Die beidseitig wachsenden Telien der Art sind schwarzbraun, pulverig und unbedeckt. Die kastanienbraunen Teliosporen sind zweizellig, in der Regel ellipsoid bis breitellipsoid und 42–48 × 25–30 µm groß. Ihre Stiele sind farblos bis gelblich und bis zu 175 µm lang.

## Verbreitung
Das bekannte Verbreitungsgebiet von Puccinia massalis umfasst New Mexico und Texas.

## Ökologie
Die Wirtspflanze von Puccinia massalis ist Helianthus ciliaris. Der Pilz ernährt sich von den im Speichergewebe der Pflanzen vorhandenen Nährstoffen, seine Sporenlager brechen später durch die Blattoberfläche und setzen Sporen frei. Die Art durchläuft einen Entwicklungszyklus mit Spermogonien, Aecien, Telien und Uredien, vollzieht aber keinen Wirtswechsel.